# Antónia
Az Antónia latin eredetű női név, az Antonius (magyarul Antal) férfinév olasz női párja.

## Képzett nevek
Antoanett, Antonella, Antoniett, Antonietta, Ténia

## Gyakorisága
Az újszülötteknek adott nevek körében az 1990-es években ritka volt. A 2000-es és a 2010-es években sem szerepelt a 100 leggyakrabban adott női név között.
A teljes népességre vonatkozóan az Antónia sem a 2000-es, sem a 2010-es években nem szerepelt a 100 leggyakrabban viselt női név között.

## Névnapok
január 17., február 28., szökőévben február 29.; április 29., május 3., május 4., május 10.

## Híres Antóniák
- Bálint Antónia modell, tv-műsorvezető
- Erős Antónia tv-műsorvezető
- Lusztig Antónia válogatott labdarúgó